# پژوهش‌های جهش کارکردزا
پژوهش‌های جهش کارکردزا (به انگلیسی: Gain-of-function research یا با سرواژه GoF research یا GoFR) گونه‌ای از پژوهش‌های پزشکی است که از طریق دستکاری ژنتیکی، عملکردهای زیستی کارکردهای ژنی یک جاندار را بهبود می‌بخشد. این دستکاری‌ها می‌توانند باعث تغییر در بیماری‌زایی، قابلیت انتقال، یا دامنه میزبانی (یعنی انواع میزبان‌هایی که یک میکروارگانیسم می‌تواند آلوده کند) شوند. هدف از این تحقیقات شناسایی اهدافی برای پیش‌بینی بهتر بیماری‌های عفونی نوظهور و توسعه واکسن‌ها و درمان‌های موثرتر است. برای نمونه، ویروس آنفلوآنزای B تنها می‌تواند انسان‌ها و فک‌های بندرگاه را آلوده کند. ایجاد یک جهش که اجازه دهد این ویروس در شرایط کنترل‌شده آزمایشگاهی خرگوش‌ها را نیز آلوده کند، به عنوان یک آزمایش افزایش عملکرد در نظر گرفته می‌شود، زیرا ویروس پیش‌تر چنین قابلیتی نداشت. این نوع آزمایش می‌تواند به شناسایی بخش‌هایی از ژنوم ویروس که مشخص‌کننده گونه‌های قابل آلودگی هستند، کمک کرده و در نتیجه زمینه‌ساز تولید داروهای ضدویروسی شود که این عملکرد را مسدود می‌کنند.
در ویروس‌شناسی، پژوهش‌های جهش کارکردزا معمولاً با هدف درک بهتر پاندمی‌های فعلی و آینده انجام می‌شوند. در فرایند توسعه واکسن، این نوع تحقیق با امید به پیش‌دستی در برابر ویروس‌ها و ساخت واکسن یا درمان پیش از شیوع ویروس صورت می‌گیرد. واژه «افزایش عملکرد» گاهی به‌طور محدودتر به تحقیقاتی اطلاق می‌شود که «می‌توانند موجب شوند یک پاتوژن با پتانسیل پاندمی، با سرعت بیشتری تکثیر شود یا آسیب بیشتری به انسان‌ها یا پستانداران نزدیک به انسان وارد کند.»
برخی از انواع پژوهش‌های جهش کارکردزا (به‌ویژه آن‌هایی که شامل پاتوژن‌های خاص و حساس هستند) دارای خطرات ذاتی برای ایمنی زیستی و امنیت زیستی‌اند، و به همین دلیل به عنوان فناوری دو کاربرده شناخته می‌شوند. برای کاهش این خطرات در حالی‌که همچنان از مزایای آن بهره‌مند شویم، دولت‌ها الزام کرده‌اند که این نوع تحقیقات تحت نظارت‌های اضافی از سوی نهادها (کمیته‌های نهادی فناوری‌های دو کاربرده) و سازمان‌های دولتی (مانند کمیته مشورتی دی‌ان‌ای نوترکیب در موسسه ملی سلامت آمریکا) انجام شوند. اتحادیه اروپا نیز رویکرد مشابهی را از طریق گروه هماهنگی فناوری‌های دو کاربرده گرفته است.
نکته مهم این است که قوانین ایالات متحده و اتحادیه اروپا هر دو تصریح کرده‌اند که حداقل یک عضو مستقل از عموم مردم باید «شرکت‌کننده فعال» در فرایند نظارت باشند. در جامعه علمی، بحث‌های زیادی در مورد نحوه ارزیابی ریسک‌ها و منافع پژوهش‌های جهش کارکردزا، چگونگی انتشار مسئولانه نتایج این تحقیقات، و چگونگی مشارکت صادقانه و باز عمومی در بررسی‌های مربوطه صورت گرفته است.
در ژانویه ۲۰۲۰، هیئت مشورتی ملی علوم برای امنیت زیستی در آمریکا، گروهی از کارشناسان را گرد هم آورد تا قوانین مربوط به پژوهش‌های جهش کارکردزا را بازنگری کرده و دستورالعمل‌های شفاف‌تری برای تصویب این آزمایش‌ها و زمان افشای عمومی آن‌ها ارائه دهد.

## پاندمی کووید ۱۹
در طول دنیاگیری کووید-۱۹ نظریه‌های توطئه دربارهٔ خاستگاه ویروس کروناویروس سندرم حاد تنفسی ۲ و ارتباط آن با پژوهش‌های جهش کارکردزا مطرح شد. در ژانویه ۲۰۲۱، آنجلا راسموسن، ویروس‌شناس دانشگاه ساسکاچوان، نوشت که یکی از نسخه‌های این اطلاعات، با استناد به کارهای قبلی در زمینه افزایش عملکرد روی ویروس‌های کرونا، این ایده را مطرح می‌کند که این ویروس منشأ آزمایشگاهی دارد. راسموسن اظهار داشت که این امر بعید است، به دلیل بررسی دقیق و نظارت دولتی که پژوهش‌های جهش کارکردزا در معرض آن است، و بعید است که تحقیقات در مورد ویروس‌های کرونا که به سختی به دست می‌آیند، مخفیانه انجام شود.
در جلسه استماع کنگره در ۱۱ مه ۲۰۲۱، در مورد نقش آنتونی فاوچی به عنوان مشاور ارشد پزشکی دفتر رئیس‌جمهور ایالات متحده، سناتور رند پال اظهار داشت که «ایالات متحده با شی ژنگلی از موسسه ویروس‌شناسی ووهان همکاری داشته و اکتشافات خود را در مورد چگونگی ایجاد ابرویروس‌ها به اشتراک گذاشته است. این پژوهش‌های جهش کارکردزا توسط موسسه ملی سلامت تأمین مالی شده است.» فاوچی پاسخ داد: «با کمال احترام، شما کاملاً و کاملاً در اشتباه هستید… موسسه ملی سلامت هرگز و اکنون پژوهش‌های جهش کارکردزا [انجام شده در] موسسه ویروس‌شناسی ووهان را تأمین مالی نکرده و نمی‌کند.»
تیم راستی‌آزمایی واشینگتن پست بعداً اظهارات پال را حاوی «حذفیات و/یا اغراق‌های قابل توجه» ارزیابی کرد. بودجه مؤسسه ملی سلامت به EcoHealth Alliance و بعداً به عنوان پیمانکار فرعی به موسسه ویروس‌شناسی ووهان اختصاص داده شد، نه برای حمایت از آزمایش‌های افزایش عملکرد، بلکه برای فراهم کردن امکان جمع‌آوری نمونه‌های خفاش در طبیعت بود. رابرت کسلر، سخنگوی اتحاد اکوهلث، نیز قاطعانه این اتهام را رد کرده است.
واشینگتن پست همچنین نظر مخالف ریچارد ایبرایت، کارشناس امنیت زیستی دانشگاه راتگرز، را دربارهٔ شهادت فاوچی نقل کرد که نشان‌دهنده وجود اختلاف‌نظر دربارهٔ تعریف «پژوهش‌های جهش کارکردزا» است. ایبرایت ادعا کرد که آزمایش‌هایی که تحت حمایت مالی EcoHealth انجام شده‌اند، «مطابق تعریف پژوهش‌های جهش کارکردزا نگران‌کننده تحت توقف موقت سال ۲۰۱۴ بوده‌اند.» آلینا چان، زیست‌شناس مولکولی از موسسه فناوری ماساچوست استدلال کرده است که این آزمایش‌ها تحت تأثیر آن توقف موقت قرار نمی‌گرفتند، زیرا ویروس‌های مورد استفاده «به‌طور طبیعی موجود بودند» و همچنین افزود که آن توقف موقت «فاقد قدرت اجرایی واقعی» بود.
واشینگتن پست همچنین به نقل از نظر مخالف ریچارد ابرایت، متخصص امنیت زیستی دانشگاه راتگرز، در مورد شهادت فاوچی، نشان داد که در مورد آنچه که به عنوان تحقیقات «افزایش عملکرد» واجد شرایط است، اختلاف نظر وجود دارد. اِبرایت ادعا کرد که آزمایش‌های انجام‌شده تحت کمک‌هزینه اکوهلث «با تعریف پژوهش‌های جهش کارکردزا مورد توجه تحت توقف سال ۲۰۱۴ مطابقت دارند.» آلینا چان، زیست‌شناس مولکولی MIT، استدلال کرده است که این آزمایش‌ها تحت تأثیر توقف سال ۲۰۱۴ قرار نمی‌گرفتند، زیرا آزمایش‌ها شامل «ویروس‌های طبیعی» بودند و افزود که توقف «هیچ تأثیری نداشت».
چندین دانشمند مقررات مربوط به پژوهش‌های جهش کارکردزا در دولت آمریکا را به دلیل نواقص جدی مورد انتقاد قرار داده‌اند (به‌ویژه در مورد تأمین مالی طرح پیشنهادی EcoHealth توسط موسسه ملی سلامت). ایبرایت اشاره کرده است که این فرایند به همه آزمایش‌هایی که ممکن است مشمول سیاست‌های دولتی باشند اعمال نمی‌شود، در حالی که ویروس‌شناسانی مانند دیوید رلمان و آنجلا راسموسن نیز کمبود نگران‌کننده شفافیت از سوی نهادهای نظارتی را مورد توجه قرار داده‌اند.

## جستارهای همانند
- ریسک بیوتکنولوژی
- تکامل هدایت‌شده
- فناوری دو کاربرده
- پروژه جهانی ویروم

## برای مطالعهٔ بیشتر
- شورای مشورتی علوم آکادمی‌های اروپایی: افزایش عملکرد: کاربردهای تجربی مربوط به عوامل بیماری‌زای بالقوه همه‌گیر (گزارش)